# Jules Cornet
Pour les articles homonymes, voir Cornet.
Jules Cornet, né le 4 mars 1865 à Saint-Vaast et mort le 17 mai 1929 à Mons, est un géologue belge qui a enseigné à l'École des Mines du Hainaut. Il a participé à des missions scientifiques de prospection géologique dans l'État indépendant du Congo dont il a découvert les richesses minières.

## Biographie
Jules Cornet, né le 4 mars 1865 à Saint-Vaast, est le fils de François Cornet, éminent ingénieur des mines et directeur-général des Charbonnages du Levant de Flénu, et de Louise Martin.
Il fait ses études primaires à Cuesmes puis secondaires à l'Athénée de Mons. À l'Université de Gand, il fait une licence et un doctorat en sciences minérales sous la direction du géologue et minéralogiste Alphonse-François Renard.
En 1891, la Compagnie du Katanga organise, en accord avec le roi Léopold II de Belgique, la mission Bia-Francqui au Katanga. L'objectif est d'explorer cette région lointaine au sud-est de l'État indépendant du Congo et de l'occuper effectivement. Malgré de nombreuses pertes humaines dont le capitaine Bia, l'expédition parvient à atteindre Bunkeya, capitale du potentat du Katanga et procède à la première exploration de la région au niveau scientifique. Cornet, au cours de son périple, étudie notamment les couches géologiques dans la région de Likasi (Jadotville) et jette les bases de la géologie du Congo belge. De 1891 à janvier 1893, il découvre les immenses richesses du Katanga. On lui doit, ainsi qu'à son équipe, une carte très détaillée des principaux gisements de cuivre de la région dont une partie de l'exploitation servait à financer d'autres expéditions. Ayant rencontré au Congo le lieutenant Josué Henry, il sera à l'origine de sa vocation de géologue. Ils resteront en correspondance à propos des prospections géologiques au Congo. En 1895, Cornet revient pour une autre mission au Congo.
En 1897, Jules Cornet renonce aux explorations lointaines. Il est nommé professeur de géologie à l'École des Mines et à la Faculté technique du Hainaut à Mons. Il deviendra le doyen de l'École des Mines. En 1903, Jules Cornet est chargé du cours de géographie physique à l'Université de Gand. Il entreprend alors la rédaction de son mémoire consacré aux « Études sur l'évolution des rivières belges ».
Il a fait partie des géologues qui ont, sans preuve, nié que l'exploitation minière du Nord de la France et de Belgique était responsable de tout ou partie de dizaines de séismes survenus depuis le début de l'exploitation du charbon dans ce bassin houiller et minier, faisant que les charbonnages belges et français n'aient jamais été obligés de provisionner ou rembourser pour les dégâts induits par ce qu'on appelle aujourd'hui des séismes induits (et que d'autres géologues de l'époques nommaient des pseudoséismes).
Jules Cornet était notamment membre titulaire de la section des sciences naturelles et médicales de l'Institut Royal Colonial Belge, président de la Société géologique de Belgique, membre correspondant de l'Institut de France et administrateur de l'Union minière du Haut Katanga.
Il décède le 17 mai 1929 à Mons. Ses funérailles sont célébrées le 21 mai 1929 à l'église de Notre-Dame de Messines à Mons et il est inhumé au cimetière de Mons.

## Hommages et distinctions
Deux rues ont été baptisées « rue Jules Cornet » à Mons et La Louvière.
Le monument édifié en 1953 à Mons par l’architecte Georges Pepermans à sa mémoire porte un buste en bronze reproduisant ses traits, œuvre du sculpteur Harry Elström.
Un minéral découvert dans cette région et décrit par Henri Buttgenbach en 1916 porte maintenant son nom : la Cornétite.

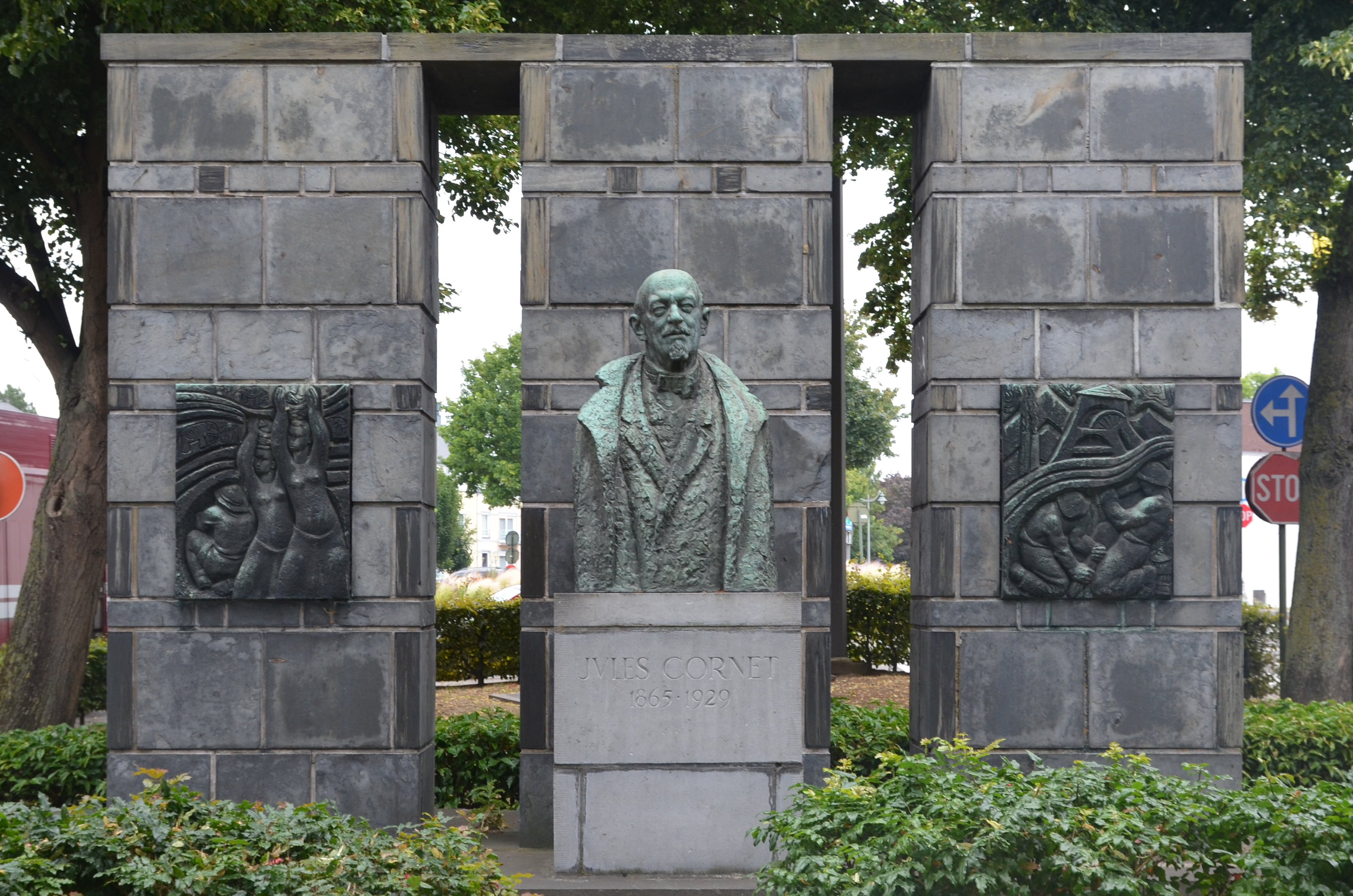
Monument à Jules Cornet, à Mons.
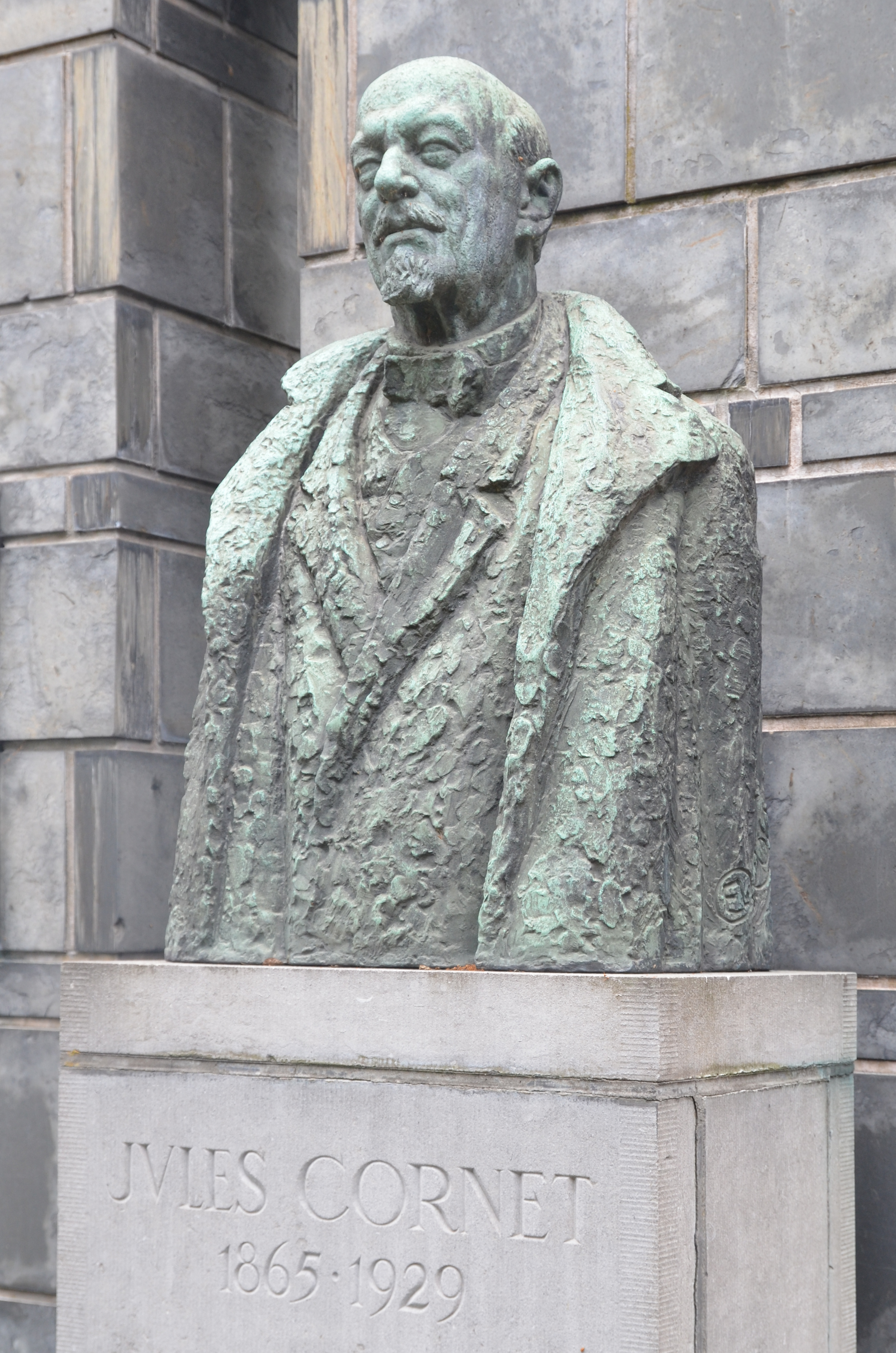
Détail du monument : le buste.
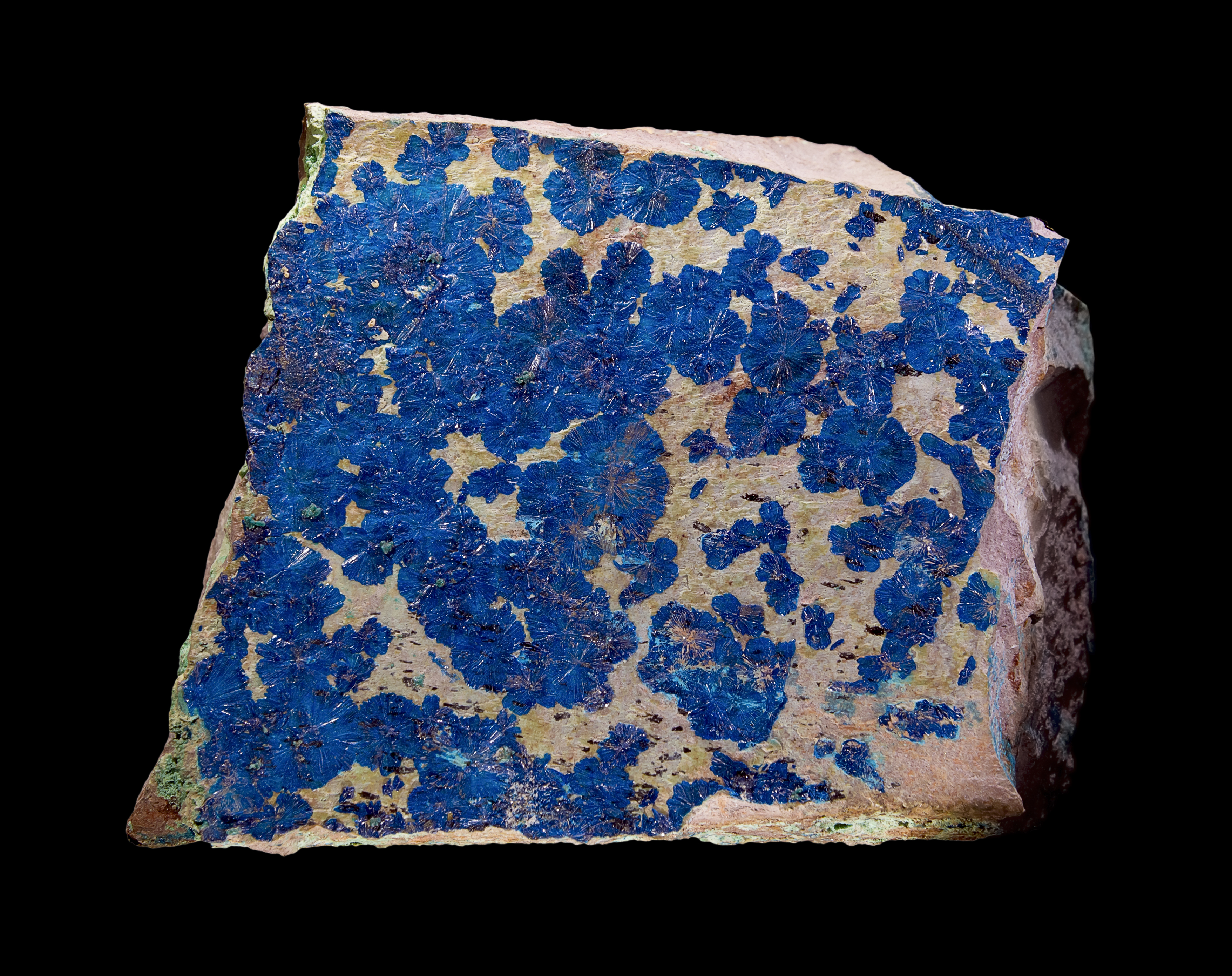
Cornétite, Katanga.

Il a reçu les distinctions suivantes :
- Commandeur de l'ordre de la Couronne en 1928 ;
- Officier de l'ordre de Léopold en 1920 ;
- Officier de l'ordre royal du Lion en 1922.